# Theódoros Katsanevas
Theódoros Katsanevas (grec: Θεόδωρος Κατσανέβας)  (Atenes, 13 de març de 1947 - Atenes, 8 de maig de 2021) fou un acadèmic i polític grec que va ser diputat del Parlament Hel·lènic entre 1989 i 2004 pel Moviment Socialista Panhel·lènic (PASOK). Des de maig de 2013 liderà el partit polític DRACHMA. Va obtenir un Master of Arts a la Universitat de Warwick i un doctorat a la London School of Economics. Era professor d'Economia Laboral a la Universitat del Pireu.
Fins al seu divorci el 2000, estava casat amb Sophia, la filla d'Andreas Papandreu, exprimer ministre de Grècia. En el seu testament, Papandreu defineix Katsanevas una "vergonya per a la família" (literalment en grec, όνειδος της οικογένειας) i afirma que "el seu objectiu era heretar políticament la història de la lluita de Georgios Papandreu i Andreas Papandreu" (Georgios Papandreu va ser el pare d'Andreas i també va ser primer ministre de Grècia).
Per haver-se recollit aquest assumpte a la Viquipèdia en grec, Katsanevas va presentar una demanda contra un viquipedista grec amb el nom d'usuari «Diu», i The Greek Free / Open Source Software Society ("GFOSS", també coneguda com a "ELLAK"). La Fundació Wikimedia va afirmar que Katsanevas estava «utilitzant el sistema judicial contra aquells que no comparteixen els seus recursos econòmics i la seva influència» i ho veia com un atac a la llibertat d'expressió. Arran d'aquest cas es va produir un efecte Streisand sobre la seva figura política i involucració en el cas.